# Saint-Wandrille-Rançon
Saint-Wandrille-Rançon era un comune francese di 1 192 abitanti situato nel dipartimento della Senna Marittima nella regione della Normandia.
Il 1º gennaio 2016, i comuni di Caudebec-en-Caux, Saint-Wandrille-Rançon e Villequier si sono uniti per formare il nuovo comune di Rives-en-Seine.

## Storia

### Simboli
Lo stemma era stato adottato nel 1987.
Lo sfondo verde ricorda l'importanza delle foreste, dell'agricoltura e dell'allevamento. La pergola rappresenta i fiumi Fontenelle e Rançon che attraversano il comune prima di gettarsi nella Senna. I gigli sono ripresi dall'emblema dell'abbazia di Saint-Wandrille de Fontenelle. L'ingranaggio simboleggia l'attività industriale del porto.

## Società

### Evoluzione demografica
Abitanti censiti